# Закон Метјуа Шепарда
Закон Метјуа Шепарда и Џејмса Бирда о превенцији злочина из мржње (engl. Matthew Shepard and James Byrd, Jr. Hate Crimes Prevention Act), познатији као Закон Метјуа Шепарда је федерални амерички законски акт усвојен 22. октобра 2009. као додатак Буџета за одбрану за 2010. годину. Председник САД Барак Обама потписао је закон 28. октобра 2009.
Замишљена као реакција на убиства Метјуа Шепарда и Џејмса Бирда, мера проширује Федерални закон о злочинима из мржње из 1969, како би у њега били укључени злочини мотивисани жртвином стварном или претпостављеном сексуалном оријентацијом, родом, родним идентитетом, или неспособношћу.
Закон такође:
- Уклања предуслов да жртва у тренутку напада мора обављати неку федерално заштићену активност, као што је гласање или одлазак у школу;
- Даје федералним властима већу могућност да се ангажују у истрагама злочина из мржње у случају када локалне власти не покрену истрагу;
- Обезбеђује 5 милиона долара помоћи од 2010. до 2012, како би се платили трошкови државних и локалних агенција у истрази и процесуирању злочина из мржње;
- Захтева од Федералног истражног бироа да води статистику о злочинима из мржње подстакнутим родом или родним идентитетом жртве (статистике за остале групе су већ праћене).[4]

Ово је први закон који је проширио федералну заштиту на трансродне особе.